# Baljevac (okręg raski)
Baljevac (cyr. Баљевац) – miasteczko w Serbii, w okręgu raskim, w gminie Raška. W 2011 roku liczyło 1482 mieszkańców.